# Tuskösundets naturreservat
Tuskösundets naturreservat är ett naturreservat i Östhammars kommun i Uppsala län.
Området är naturskyddat sedan 2020 och är 59 hektar stort. Reservatet ligger vid kusten sydost om Östhammar och består av kalkrika barrskogar i kustmiljö.